# TomTom
 For alternative betydninger, se Tom-tom.
TomTom NV er en hollandsk virksomhed, der producerer navigationssystemer, såvel i form af GPS-apparater som software til håndholdte computere og mobiltelefoner. TomTom er markedsførende i Europa. Siden 2008 har virksomheden desuden ejet Tele Atlas, der fremstiller digitale kort og bl.a. leverer til Google Maps.
TomToms navigationssystemer er bl.a. kendt for teknologien MapShare, der betyder, at den enkelte bruger har mulighed for at indberette fejl i kortene til en hjemmeside til gavn for andre brugere.